# 性書狂人
《性書狂人》（英語：Quills），2000年首映的英美歷史劇情片，改編自道格·懷特的獲獎同名舞台劇，而電影劇本亦由懷特本人執筆。兩者均以18世紀末的法國為背景，描述薩德侯爵被關入瘋人院後如何度過餘生。
電影由菲力普·考夫曼執導，杰弗里·拉什、凱特·溫斯蕾、瓦昆·菲尼克斯及米高·肯恩等主演。

## 劇情大綱
薩德侯爵是一位法國貴族，他以他所描寫的一系列情色幻想書籍而聞名，但也因為過於放蕩而飽受當時的皇帝拿破崙及貴族們的抨擊，因此便將他關押入精神病院。關入精神病院裡並沒有降低他的創作慾望，他不斷地書寫著情色，還組織精神病院裡的精神病患者演了好幾齣戲，直至死去。

## 反應

### 獎項
此片於第73屆奧斯卡金像獎獲提名三項奧斯卡獎：最佳男主角獎（杰弗里·拉什－已於1996年憑《閃亮的風采》贏得該獎）、最佳美術指導獎（Art: Martin Childs, Sets: Jill Quertier）及最佳服裝設計獎（Jacqueline West）。
亦入圍兩項金球獎：最佳劇情片男主角獎（杰弗里·拉什）及最佳劇本獎（道格·懷特）。
也被美國國家評論協會選為2000年度最佳影片。

## 外部連結
- 於Fox Searchlight Pictures的官方网站
- 中的“性書狂人”
- 互联网电影数据库（IMDb）上《性書狂人》的资料（英文）
- AllMovie上《性書狂人》的资料（英文）
- 爛番茄上《性書狂人》的資料（英文）
- Metacritic上《性書狂人》的資料（英文）
- Box Office Mojo上《性書狂人》的資料（英文）
- 舞台劇版的照片 （页面存档备份，存于），攝影師為原劇作家道格·懷特